# Sint-Antonius van Padua en Sint-Franciscus van Assisiëkerk

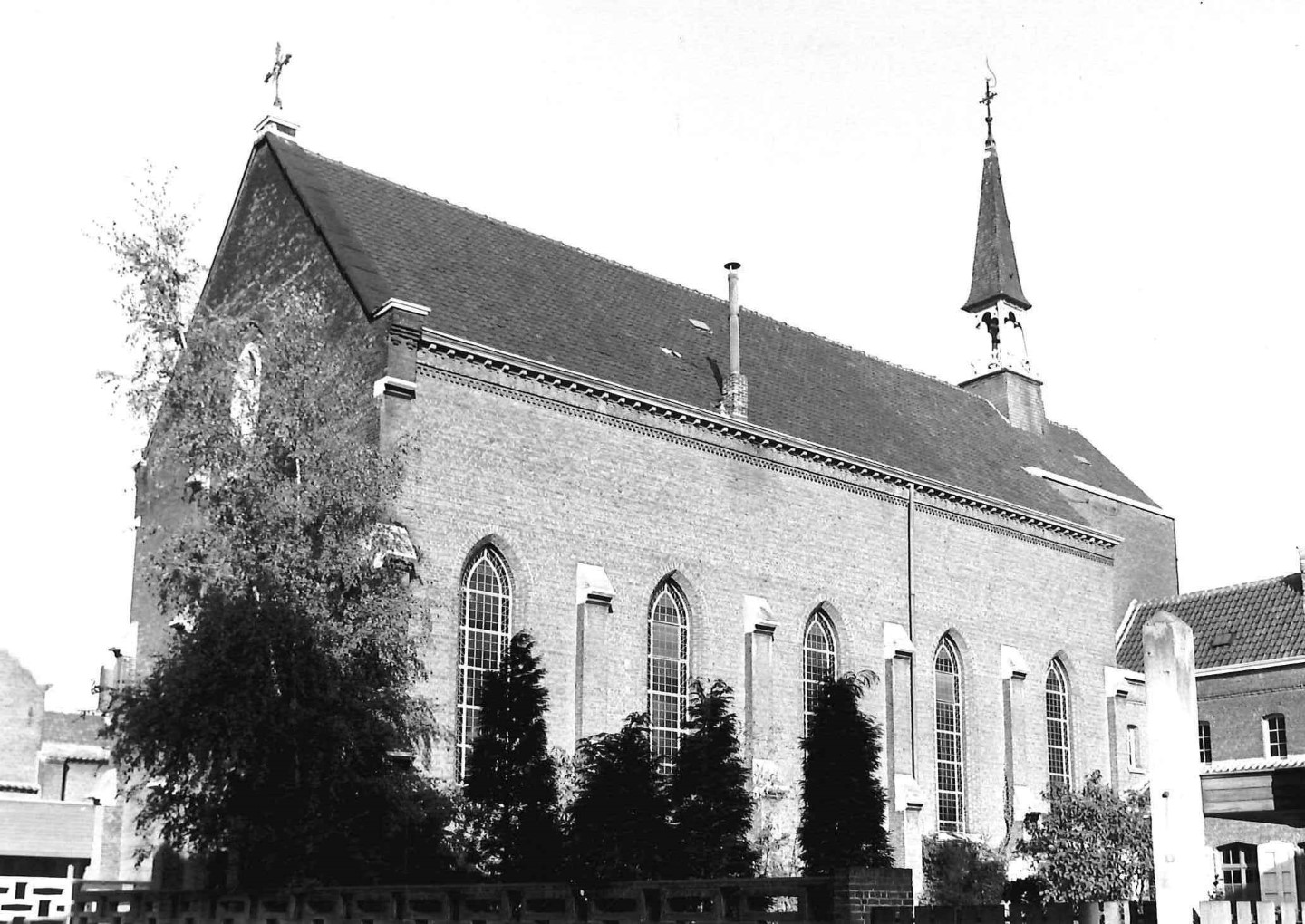
Sint-Antonius van Padua en Sint-Franciscus van Assisiëkerk

De Sint-Antonius van Padua en Sint-Franciscus van Assisiëkerk is een kerkgebouw in de Antwerpse plaats Boom, gelegen aan de Gasstraat 4.

## Geschiedenis
Deze kerk werd gebouwd als kloosterkerk voor de zusters Clarissen in 1898. Architect was Camille Bal. De laatste drie zusters verlieten het klooster in 2019, waarna het klooster herontwikkeld werd tot appartementencomplex.

## Gebouw
Het sobere bakstenen kerkje is éénbeukig en heeft een vlak afgesloten koor. Op het dak bevindt zich een dakruiter en het interieur wordt overkluisd door een spitstongewelf.
Achter de kapel bevindt zich het kloostercomplex in carré om een binnenplaats gegroepeerd. Deze gebouwen zijn van omstreeks 1900.